# Aleix Saló
Aleix Saló Braut (Ripollet, 30 de enero de 1983) es un historietista y cortometrajista español.

## Biografía
Aleix Saló empezó muy joven, ya en el año 2000, a publicar sus viñetas en diferentes medios locales, abandonando sus estudios de arquitectura para intentar dedicarse en exclusiva a esa labor. Debido a los impagos, tuvo, sin embargo, que compatibilizarla con un trabajo de camarero en el foyer del Liceu, además de pedir dinero prestado a sus padres.
En 2008 trabajó en El Jueves y Glénat España le editó su primer libro, Fills dels 80: La generació Bombolla.
Para su siguiente obra, producida durante un año y publicada en abril de 2011 con el título de Españistán. Este país se va a la mierda, se dedicó a leer los suplementos económicos de los diarios para documentarse. La obra pasó sin pena ni gloria hasta que el mes siguiente Aleix Saló colgó en internet un cortometraje de animación titulado Españistán, de la burbuja inmobiliaria a la crisis, que consumió sus ahorros de dos años, pero le otorgó una gran popularidad. Avalado por dicho éxito, la editorial generalista Random House Mondadori publicó Simiocracia en 2012. 
En su siguiente obra, titulada Euro Pesadilla. Alguien se ha comido a la clase media, Aleix Saló se centró en la Unión Europea.
Siete años después de su última obra, Saló publicó en abril de 2020 un nuevo trabajo, Todos nazis, en el que habla sobre el auge de la extrema derecha en España.

## Obra
| Año  | Título                                                                            | Publicación            |
| ---- | --------------------------------------------------------------------------------- | ---------------------- |
| 2009 | Fills dels 80: La generació bombolla                                              | Glénat España          |
| 2011 | Españistán: Este país se va a la mierda                                           | Glénat España          |
| 2012 | Simiocracia: Crónica de la Gran Resaca Económica                                  | Random House Mondadori |
| 2013 | Euro Pesadilla. Alguien se ha comido a la clase media                             | Random House Mondadori |
| 2020 | Todos nazis: Cómo España se llenó de "fascistas" hasta que llegaron los fascistas | Reservoir Books        |